# 구개수 방출 파찰음
구개수 방출 파찰음(口蓋垂放出破擦音)은 자음의 하나로, 목젖에서 조음하는 방출파찰음이다. IPA 기호는 q͡χʼ이다.
듣기: